# Neocuphocera orbitalis
Neocuphocera orbitalis là một loài ruồi trong họ Tachinidae.